# مانويل أنطونيو غوميز
مانويل أنطونيو غوميز (بالبرتغالية: Manuel António Gomes‏) هو فيزيائي برتغالي، ولد في 9 ديسمبر 1868 في Cendufe ‏ في البرتغال، وتوفي في 21 ديسمبر 1933 في فيانا دو كاستيلو في البرتغال.